# Chirac (Lozère)
Chirac ist eine Ortschaft und eine Commune déléguée in der französischen Gemeinde Bourgs sur Colagne mit 1.135 Einwohnern (Stand: 1. Januar 2022) im Département Lozère in der Region Okzitanien. Chirac liegt auf ca. 650 Metern über dem Meer.

## Geographie
Der Ort Chirac liegt im Zentralmassiv am Fluss Colagne, ein rechter Nebenfluss des Lot.

## Geschichte
1062 gründeten die Benediktiner in Chirac ein Kloster.
Die Gemeinde Chirac wurde am 1. Januar 2016 mit Le Monastier-Pin-Moriès zur Commune nouvelle Bourgs sur Colagne zusammengeschlossen. Sie gehörte zum Arrondissement Mende, zum Wahlkreis Saint-Germain-du-Teil und war seit März 2015 bis zum Gemeindezusammenschluss 2016 Hauptort des Kantons Chirac.

## Sehenswürdigkeiten
- Kirche Saint-Roman
- Dolmen de la Chazelle de Notre-Dame

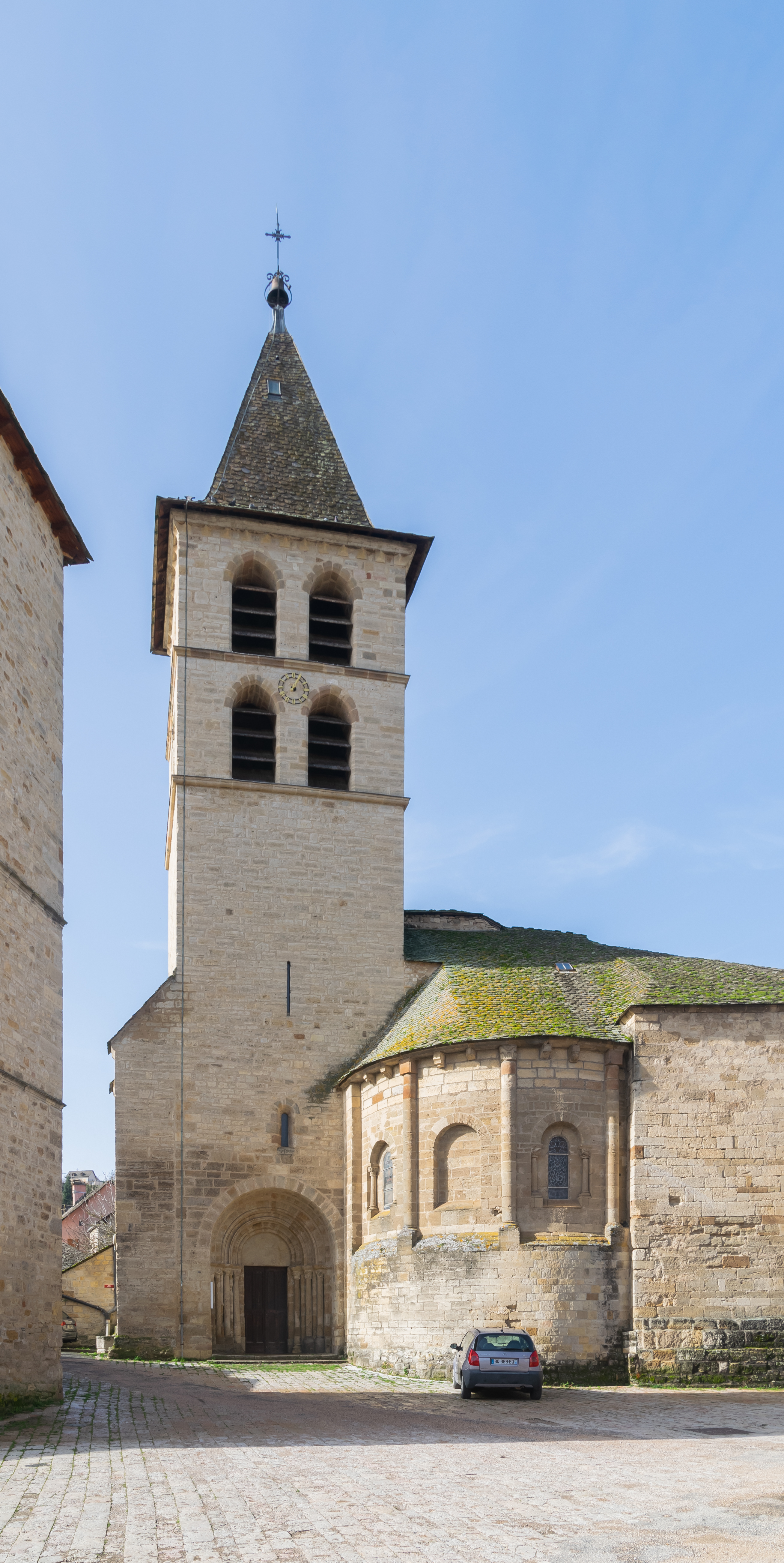
Kirche Saint-Romain
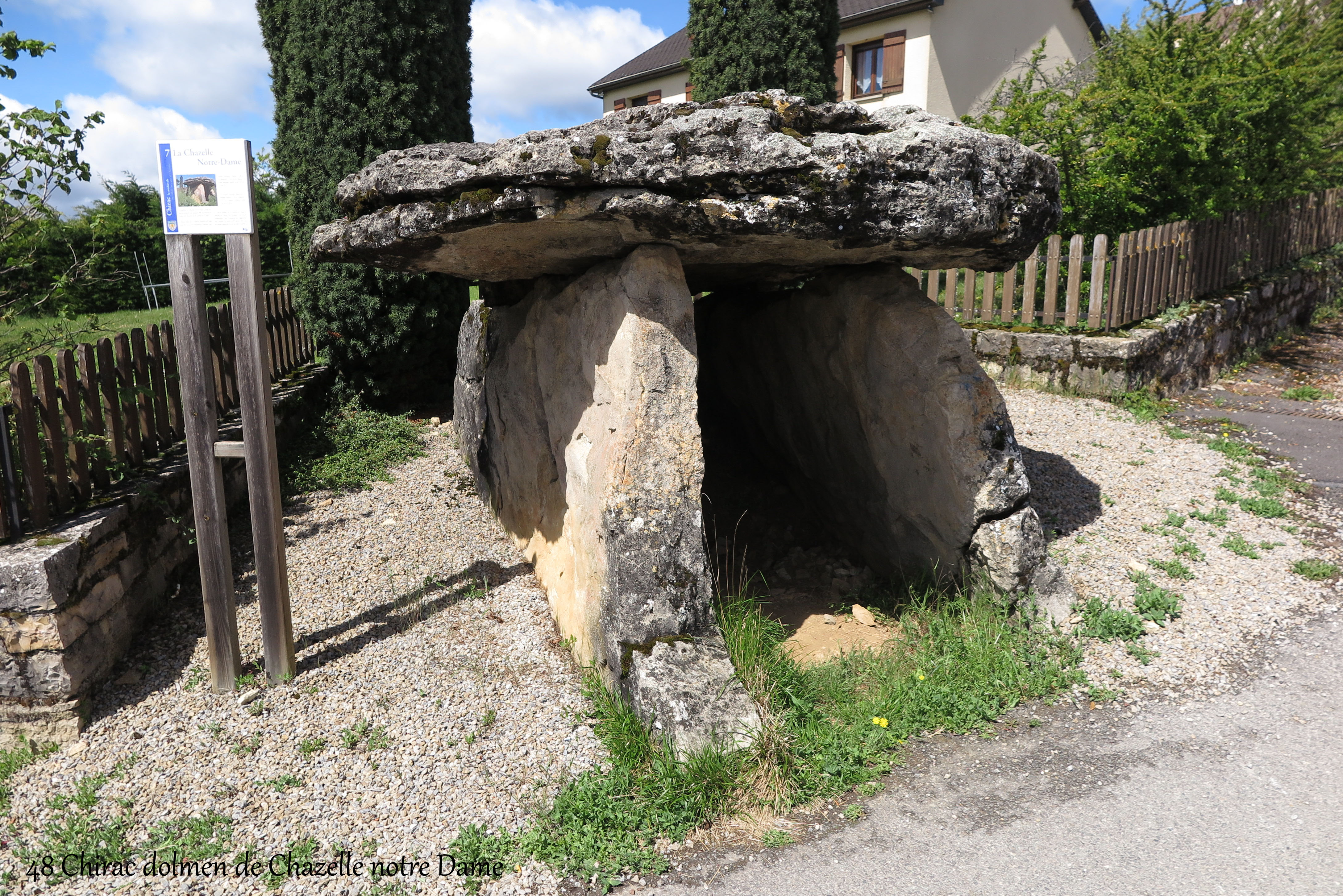
Dolmen de la Chazelle de Notre-Dame

## Verkehr
Chirac liegt an der Bahnstrecke Béziers–Neussargues und wird im Regionalverkehr mit TER-Zügen bedient (nur einzelne Verbindungen im Berufsverkehr).